# Parafia św. Kazimierza w Kotlinie
Parafia Świętego Kazimierza w Kotlinie – parafia rzymskokatolicka należąca do dekanatu Czermin diecezji kaliskiej. Została utworzona w 1498. Mieści się przy ulicy Staszica. Prowadzą ją księża diecezjalni.